# Coupe intercontinentale de futsal 2008
Navigation
2007 2011
La Coupe intercontinentale de futsal 2008 est la onzième édition de la compétition, la cinquième reconnue par la FIFA. La compétition se déroule début avril 2008 à Grenade, au Espagne.
Pour la quatrième année consécutive, le Boomerang Interviú, conserve son titre, toujours face au Malwee/Jaraguá.
Le tournoi n'a ensuite pas lieu avant 2011.

## Format de la compétition
L'événement se déroule en Espagne, à Grenade, du 3 au 6 avril.
Les six équipes sont réparties en deux groupes. Leurs trois membres s'affrontent une fois chacun en tournoi toutes rondes.
Les deux poules sont ensuite croisées. Les deux premiers s'affrontent pour le titre, les deuxièmes pour la troisième place et cætera.

## Clubs participants
Après huit participants en 2007, la compétition repasse à six clubs.
Triple tenant du titre, l'Interviu espagnol est présent pour défendre sa victoire. Les Belges d'Action 21 Charleroi sont invités à prendre part à la compétition.
Finaliste des trois dernière édition, Malwee Futsal remporte pour la quatrième fois consécutive le Championnat d'Amérique du Sud des clubs l'année précédente et est de nouveau présent. Tout comme son compatriote de Carlos Barbosa, invité.
Un mois avant le début de la compétition, les deux autres participants sont encore à définir.Le champion iranien d'Asie Tam Iran Khodro Tehran et le champion du Maroc Ajax Tanger représentent finalement leur continent.
| Confédération | Club                   | Qualification                          |
| ------------- | ---------------------- | -------------------------------------- |
| UEFA          | Interviú Fadesa        | tenant du titre                        |
| UEFA          | Action 21 Charleroi    | invité                                 |
| CONMEBOL      | Carlos Barbosa         | invité                                 |
| CONMEBOL      | Malwee/Jaraguá         | vainqueur de la Copa Libertadores 2007 |
| AFC           | Tam Iran Khodro Tehran | champion d'Asie                        |
| CAF           | Ajax Tanger            | champion du Maroc                      |

## Matchs de classement
| Finale             | Malwee/Jaraguá                                                               | 1 – 6   | Interviú Fadesa                                                                      |                                                      |                                                      |
| 6 avril 2008 15h00 | 34e Lenisio                                                                  | (0 - 1) | Gabriel 7e 23e 27e · Neto 33e 34e · Marquinho 36e                                    | Palacio de los Deportes, Grenade Spectateurs : 4 500 | Palacio de los Deportes, Grenade Spectateurs : 4 500 |
| 6 avril 2008 15h00 | Tiago - Fabiano, Ari, Chico, Lenisio, Leco, Xande, Falcao, Willian, Humberto | Équipes | Luis Amado - Neto (en), Schumacher, Gabriel, Marquinho, Andreu, Joan, Dimas, Rogerio | Palacio de los Deportes, Grenade Spectateurs : 4 500 | Palacio de los Deportes, Grenade Spectateurs : 4 500 |

| 3e place           | Carlos Barbosa | 5 – 0 | Action 21 Charleroi |                                  |                                  |
| 6 avril 2008 13h00 |                |       |                     | Palacio de los Deportes, Grenade | Palacio de los Deportes, Grenade |

| 5e place           | Tam Iran Khodro | 8 – 2 | Ajax Tanger |                                                         |                                                         |
| 6 avril 2008 11h00 |                 |       |             | Palacio de los Deportes, Grenade Arbitrage : ? & Sunjic | Palacio de los Deportes, Grenade Arbitrage : ? & Sunjic |